# Alaincourt, Aisne

Alaincourt este o comună în departamentul Aisne din nordul Franței. În 1 ianuarie 2022 avea o populație de 522 de locuitori.